# Recreational Software Advisory Council
Pour les articles homonymes, voir RSAC.
Le Recreational Software Advisory Council (conseil consultatif des logiciels de loisirs) est un système d’évaluation américain pour les jeux vidéo.

## Historique
Le Recreational Software Advisory Council est une organisation indépendante à but non lucratif fondée aux États-Unis en 1994 par la Software Publishers Association en réponse à la controverse autour du jeu vidéo.
L’objectif du conseil est de fournir une évaluation du contenu objective pour les jeux sur ordinateur, similaire au Videogame Rating Council ou à l’Entertainment Software Rating Board. Les évaluations du RSAC sont basées sur les recherches du docteur Donald F. Roberts (en) de l’université Stanford qui a étudié les médias et ses effets sur les enfants.

## Classification
| Icône | Description |
| ----- | --- |
|       | All (Tout public) Conflits inoffensifs, quelques dommages aux objets. Pas de nudité ou de vêtements révélateurs / Romance, pas de sexe. Argot inoffensif, pas de blasphème.           |
|       | Level 1 (Niveau 1) Créatures blessées ou tuées, dommages aux objets, combats. Costume révélateur / Baisers passionnés. Jurons doux.                                                   |
|       | Level 2 (Niveau 2) Humains blessés ou tués, avec une petite quantité de sang. Nudité partielle / Attouchements sexuels vêtu. Jurons, références anatomiques non sexuelles.            |
|       | Level 3 (Niveau 3) Humains blessés ou tués, sang et gore. Nudité frontale non sexuelle / Activité sexuelle non explicite. Langage vulgaire fort, gestes obscènes.                     |
|       | Level 4 (Niveau 4) Violence gratuite et cruelle, torture, viol. Nudité frontale provocatrice / Activité sexuelle explicite, crimes sexuels. Références sexuelles crues ou explicites. |